# Manodactylus gaujoni
Manodactylus gaujoni är en skalbaggsart som beskrevs av Moser 1919. Manodactylus gaujoni ingår i släktet Manodactylus och familjen Melolonthidae. Inga underarter finns listade i Catalogue of Life.